# Amesiodendron chinense
Amesiodendron chinense ist, nach aktuellem Forschungsstand, die einzige Art der monotypischen Pflanzengattung Amesiodendron aus der Familie der Seifenbaumgewächse (Sapindaceae).

## Verbreitung
Die Heimat von Amesiodendron chinense liegt in Südostasien: Südchina, Indonesien, Laos, Malaysia, Myanmar, Thailand und Vietnam.

## Beschreibung
Amesiodendron chinense wächst als immergrüner Baum mit dichter Krone bis zu 25 Meter hoch. Der Stammdurchmesser erreicht bis zu 60 Zentimeter. Die relativ glatte Borke ist braun und leicht schuppig. Bei größeren Exemplaren sind teils hohe Brettwurzeln ausgebildet.
Die wechselständigen und gestielten Laubblätter sind paarig gefiedert. Der Blattstiel ist bis 5 Zentimeter lang. Die mehr oder weniger behaarte Blattspindel besitzt einen etwa runden Querschnitt. Die bis zu 14 kurz gestielten, spitzen bis zugespitzten, meist schmal eiförmigen bis -lanzettlichen, hängenden, fast kahlen Fiederblättchen sind gesägt oder ganzrandig und bis zu 13,5 Zentimeter lang. Es sind keine Nebenblätter vorhanden. Die jungen Blätter sind rötlich und dann lachsfarben.
Amesiodendron chinensis ist andromonözisch, also mit männlichen und zwittrigen Blüten auf einem Exemplar. Der end- oder achselständige rispige Blütenstand ist ein oft vielverzweigter Thyrsus. Die sehr kleinen, fast sitzenden bis kurz gestielten Blüten sind radiärsymmetrisch mit doppelter Blütenhülle. Es sind fünf freie, außen dicht behaarte Kelchblätter sowie fünf, seltener sechs oder sieben, weiße bis rosa, außen behaarte Kronblätter, mit innen einer außen dicht behaarten Schuppe, vorhanden. Bei den männlichen Blüten sind meist sieben bis acht relativ kurze, vorstehende Staubblätter, mit im unteren Teil leicht behaarten Staubfäden, vorhanden. Die Staubfäden sind meist verschieden lang. Die Staubbeutel sind ellipsoid. Bei den zwittrigen Blüten ist der oberständige, dicht behaarte Fruchtknoten dreiteilig, -kammerig und es sind kleine Staubblätter vorhanden. Jede Kammer enthält eine Samenanlage. Der sehr kurze, behaarte Griffel mit zwei Narbenlinien ragt kaum aus dem Fruchtknoten hervor. Es ist jeweils ein fleischiger, becher-, ringförmiger und welliger Diskus vorhanden.
Die schorfige und bräunliche, holzige, lokulizidale Kapselfrucht besteht meist nur aus ein bis zwei oder selten drei entwickelten Fruchtkammern (Cocci). Ist die Frucht mehrsamig ist sie gelappt und rundlich bis länglich, ist sie einsamig dann ist sie kugelig. Die einzelnen, bis 3,5 Zentimeter großen „Cocci“ öffnen sich zweiklappig. Die fast kugeligen, glänzenden, bis 2,8 Zentimeter großen, harten, braunen Samen besitzen ums Hilum eine Sarkotesta.

## Systematik
Die Gattung Amesiodendron wurde 1936 vom chinesischen Botaniker Hu Xiansu aufgestellt. Mit dem Gattungsnamen wird der amerikanische Botaniker Oakes Ames (1874–1950) geehrt.
1979 wurden vom Botaniker Hsien Shui Lo zwei Arten Amesiodendron integrifoliolatum und Amesiodendron tienlinense in der Gattung unterschieden. Da aber die von Lo beschriebenen unterschiedlichen Merkmale der beiden Arten andernorts jeweils auch für die Art Amesiodendron chinense beschrieben wurden, folgt die Flora of China aktuell dieser Ansicht und sieht die ersteren beiden Artbeschreibungen lediglich als Synonyme der einzigen anerkannten Art Amesiodendron chinense Hu an.